# Svartbent pygméfalk
Svartbent pygméfalk (Microhierax fringillarius) är en fågel i familjen falkar inom ordningen falkfåglar.

## Utseende och läte
Svartbent pygméfalk är en mycket liten falk som nästan ser ut som en parakit. Fjäderdräkten är distinkt, med svart ovansida med vitt bröst och orangefärgad buk. Unikt är en svart teckning på kinden.

## Utbredning och systematik
Fågeln förekommer i skogar från Myanmar och vidare till Malackahalvön och Stora Sundaöarna. Den behandlas som monotypisk, det vill säga att den inte delas in i några underarter.

## Levnadssätt
Arten hittas i skogsområden i lågland och lägre bergstrakter där den är rätt vanlig. Den är relativt social för att vara en falk och ses ofta putsa och mata varanda i småflockar.

## Status och hot
Arten har ett stort utbredningsområde, men tros minska i antal, dock inte tillräckligt kraftigt för att den ska betraktas som hotad. Internationella naturvårdsunionen IUCN listar arten som livskraftig (LC).